# Bombus
Bombus je klient pro XMPP/Jabber určený pro mobilní telefony s podporou Javy. Mezi jeho zajímavé vlastnosti patří podpora komprese přenášených dat, což může snížit náklady na komunikaci, a přenos souborů (tzv. In-Band Bytestreams metodou, kterou podporuje např. Jabber Disk na serveru Jabbim). Program již také obsahuje českou lokalizaci.

## Funkce
- Komprese přenášených dat.
- Přenos souborů.
- Grafické emotikony.
- Zvukové upozornění na příchozí zprávu.
- Nastavení vzhledu (barvy) a velikosti písma.
- Kontrola soukromí, blokování kontaktů (Privacy Lists).
- Obousměrná indikace aktivity diskutujících (Chat State Notifications).
- Konference (Multi-User Chat, groupchat), pokročilé moderování.
- Záložky pro oblíbené konference a možnost automatického připojování do nich.
- Ovládání služeb a jiných klientů pomocí speciálních příkazů (Ad-Hoc Commands).
- Rozhraní pro hledání a registraci služeb a transportů (Service Discovery).
- Šifrování pomocí zastaralé metody SSL na samostatném portu (vylučuje se s kompresí).